# Greenland Ice Core Project

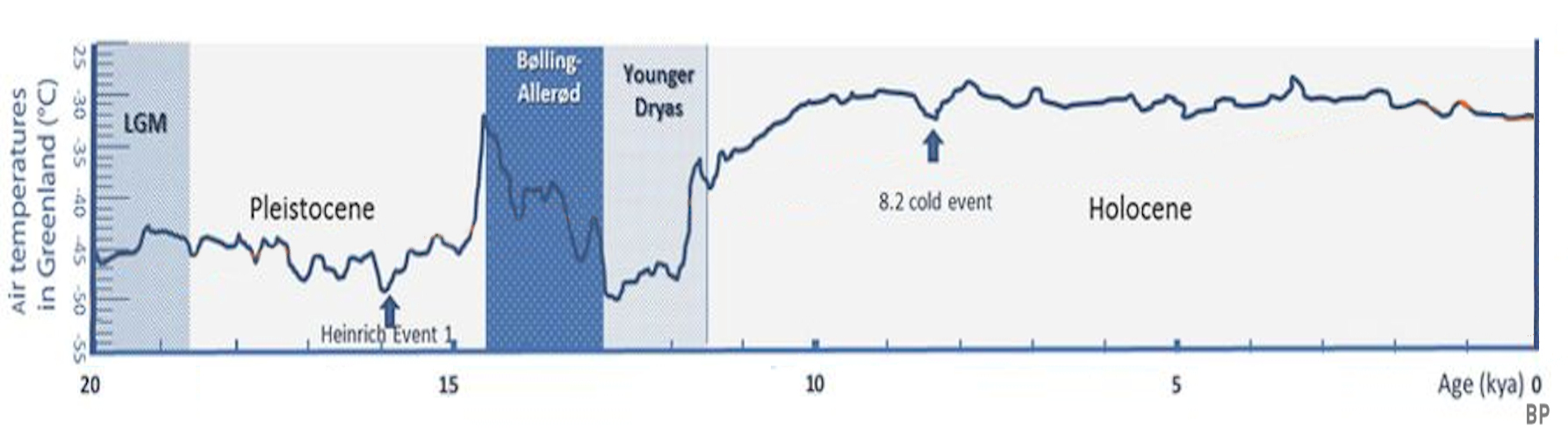
Evoluzione della temperatura nel periodo post-glaciale in base ai dati della carota di ghiaccio perforata in Groenlandia dal GRIP.

Il Greenland Ice Core Project (GRIP) era un progetto di ricerca multinazionale europeo, condotto in Groenlandia sotto la supervisione della Fondazione europea per la scienza.
Il progetto era finanziato da otto nazioni europee: Belgio, Danimarca, Francia, Germania, Islanda, Italia, Svizzera e Regno Unito, oltre all'Unione europea.

## Cronologia

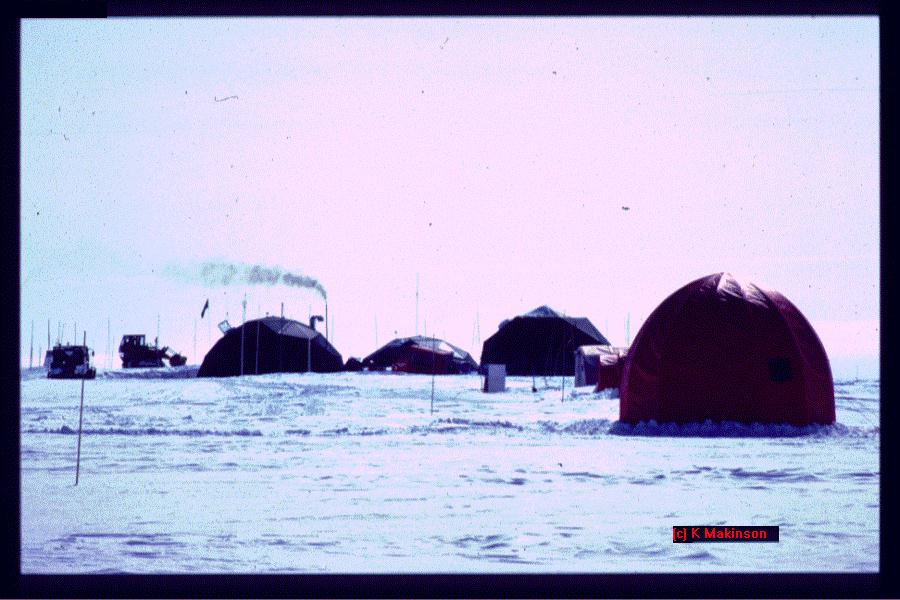
Il sito del GRIP

Il progetto rimase in attività dal 1989 al 1995, con sessioni di perforazione delle carote di ghiaccio svolte dal 1990 al 1992.
Il maggior risultato del GRIP fu l'ottenimento di una carota di ghiaccio lunga 3029 metri che è arrivata fino al substrato roccioso della calotta glaciale della Groenlandia; il carotaggio è stato effettuato nella parte centrale dell'isola, al campo Summit, posto alle coordinate 72°34.74′N 37°33.92′W.

## Risultati
Lo studio degli isotopi e dei vari costituenti atmosferici presenti nella carota ha permesso di valutare in dettaglio la variabilità climatica per un tempo a ritroso fino a 100.000 anni fa. I risultati indicano che il clima dell'Olocene è stato notevolmente stabile e hanno confermato che ci sono state rapide variazioni climatiche nel corso dell'ultimo periodo glaciale. 
Le variazioni del delta-O-18 osservate nella carota relative all'interglaciazione Riss-Würm non sono state confermate da altri campionamenti, inclusa la carota del NGRIP, per cui si ritiene che non rappresentino eventi climatici: il clima dell'interglaciale appare essere stato stabile come nel resto dell'Olocene.